# I Never Told You
«I Never Told You» es una canción por la cantante pop Colbie Caillat de su segundo álbum Breakthrough. La canción fue lanzada el 16 de febrero de 2010 en Estados Unidos como el segundo sencillo.
La canción es una balada power pop y fue escrita por Caillat, Jason Reeves y Kara DioGuardi y producida por DioGuardi. La canción habla sobre perder un amor y todavía amarlo, recibió críticas positivas. El vídeo musical fue lanzado en abril y tuvo una temática del día de San Valetín.
En las listas, la canción se presentó moderadamente bien, llegó al número 48 en Billboard Hot 100 y #3 en Adult Pop Songs.

## Historia
En 'I Never Told You', Colbie Caillat revela que todavía siente cosas por un amor previo y que lo extraña.
Caillat originalmente escribió esta canción mientras hacía giras en Europa en su habitación de hotel. Ella le dijo a Starpluse.com: "La escribí sobre alguien que rompí con lo que lo estaba extrañando en ese momento." Más adelante cuando la canción estuvo completa durante la tercera semana en un "campo de escritura" en Hawái" que Caillat organizó con el cantante/compositor Jason Reeves y la jueza de American Idol Kara DioGuardi.

## Recepción
En una crítica del álbum, "Sal Cinquemani" de la revista Slat dijo que "Kara DioGuardi" merece algo de crédito por ayudar a Caillat a hacer una de sus más canciones emotivas a la fecha en la melancólica "I Never Told You"; en cualquier otro disco, la canción sería fácil etiquetarla como relleno mediocre, pero aquí es una luz en el álbum".

## Promoción
Colbie comenzó a promocionar la canción en el show Jimmy Kimmel Live el 8 de enero de 2010.
Más adelante, apareció en The Tonight Show with Jay Leno el 11 de marzo de 2010.

## Vídeo musical
El vídeo musical fue lanzado en Vevo.com el 2 de abril de 2010. Incluye escenas de Colbie cantando mientras pinta, parejas separándose pero eventualmente están de vuelta incluyéndose ella misma y su amor. El vídeo musical usa un diferente mix en la canción (el "Single Mix") que es más corto que la de la versión del álbum y repite la línea "Oh no, I never told you" al final de la canción. Esta versión de la canción fue lanzada solo en promoción en julio de 2010. El vídeo musical fue también número uno en VH1 Top 20 Video Countdown.

## Posiciones
La canción debutó en el número 99 en Billboard Hot 100 en la semana terminando del 10 de abril de 2010 y desde allí se ha movido al número 48.
La canción ha sido ya un éxito en Adult Pop Songs, quedándose por 25 semanas, y llegando al número tres hasta ahora. La canción también ha debutado y llegado al número 11 en Adult Contemporary.
La canción también se ha enlistado en Billboard Radio Songs y llegó al número 54, llegando al número 43 en Hot Digital Songs.
| Lista 2009–2010)                            | Posición |
| ------------------------------------------- | -------- |
| US Billboard Hot 100                        | 48       |
| US Billboard Adult Pop Songs (Adult Top 40) | 3        |
| US Billboard Adult Contemporary             | 11       |

## Lanzamiento
| País           | Fecha                  | Sello              | Formato                                 |
| -------------- | ---------------------- | ------------------ | --------------------------------------- |
| Estados Unidos | 6 de noviembre de 2009 | Universal Republic | Descarga Digital (Imeem)                |
| Estados Unidos | 16 de febrero de 2010  | Universal Republic | Radio Adds                              |
| Estados Unidos | 29 de junio de 2010    | Universal Republic | Top 40 Mainstream Radio (versión radio) |